# Stéphane Javelle
Pour les articles homonymes, voir Javelle.
Stéphane Javelle (Lyon, 16 novembre 1864 – Nice, 3 août 1917) était un astronome français.
Il travailla tout d'abord comme comptable avant que l'ami de son employeur, l'astronome Louis Thollon, ne le recommande à Henri Perrotin, de l'observatoire de Nice. En 1888, il devint assistant de Perrotin et observa avec la grande lunette de 76 cm 1431 objets publiés dans l'Index Catalogue,,.